# 36 Atalanta
36 Atalanta (mednarodno ime 36 Atalante, starogrško starogrško Αταλάντη: Atalánte) je velik in temen asteroid tipa C v glavnem asteroidnem pasu. 

## Odkritje
Asteroid je odkril Hermann Mayer Salomon Goldschmidt (1802–1866) 5. oktobra 1855. Ime je dobil po grški mitološki herojinji Atalanti. 

## Lastnosti
Asteroid Atalanta obkroži Sonce v 4,55 letih. Njegova tirnica ima izsrednost 0,303, nagnjena pa je za 18,432° proti ekliptiki. Njegov premer je 105,6 km, okrog svoje osi pa se zavrti v 9,93 urah.